# El-Djazaïr 54 (drone)
Le El-Djazaïr 54 est un drone de combat (UCAV) dérivé du drone émirati Yabhon United 40 (en), modifié et fabriqué localement en Algérie.
Deux appareils ont été mis en service en décembre 2018.

## Historique
Fabriqué en Algérie, le drone est une amélioration locale du United 40 émirati construit par ADCOM System, lui-même une conception de l’ukrainien Kharkiv Aggregate Design Bureau, qui avait décroché au début 2010 le concours pour la réalisation d’un UCAV de longue endurance. Il s'agit à la base d’un drone biélorusse, dont les droits liés à la propriété intellectuelle ont été vendus aux EAU, ces derniers ont vendu les productions en licence de ces drones à l'Algérie. Le drone n’a pas été exporté jusqu’à maintenant, à l’instar des drones américains, chinois, turcs et israéliens.
La version algérienne diffère un peu de la version présentée en 2013 par les Émirats Arabes Unis. Selon nos[Qui ?] informations, le montage local et les améliorations ont commencé en 2016 en Algérie avec le changement du train d'atterrissage, un allègement de la structure et une modification du système d’armes et du type d’armement.
On note aussi l’énorme différence entre le poste de pilotage d’origine du United 40 et celui d’El-Djazair 54, avec des écrans plus larges et un montage sur shelter mobile climatisé sur châssis Mercedes Zetros.

## Caractéristique
La capacité et les performances de ce drone sont impressionnantes. 10 points d’emport, la capacité de voler plus de 72 heures non-stop, une vitesse de croisière de 220 km/h. L’appareil bimoteur est grand, son envergure est de 20 m pour une longueur de 13 m.
El-Djazair 54 a des capacités ASW avec un radar sous le ventre et un détecteur d’anomalies magnétiques à l’arrière, il peut prendre sous ses ailes des bouées sonar et probablement des torpilles ou des mines marines. Sa longue endurance en fait un très bon engin pour la chasse de sous-marins et le sauvetage en haute mer.

## Utilisateurs
- Algérie